# Rak nadnercza

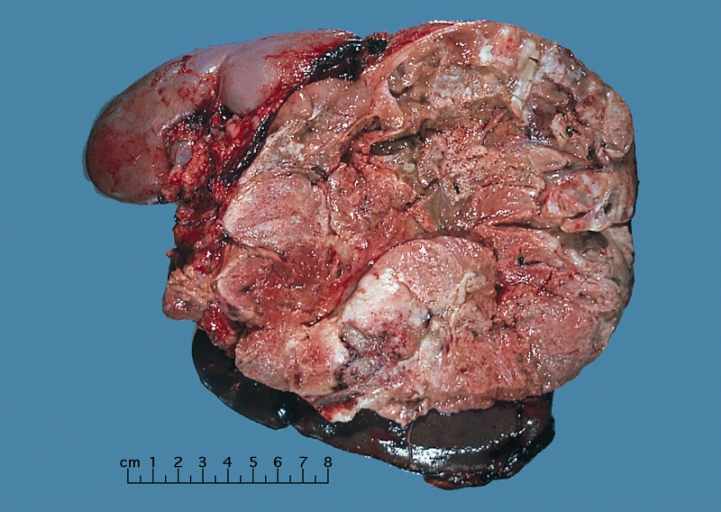
Preparat sekcyjny dużego raka nadnercza. Wykryty u 27-letniej pacjentki 17-centymetrowej średnicy guz dawał objawy wirylizacji. Został wycięty en bloc z nacieczonymi nerką i śledzioną

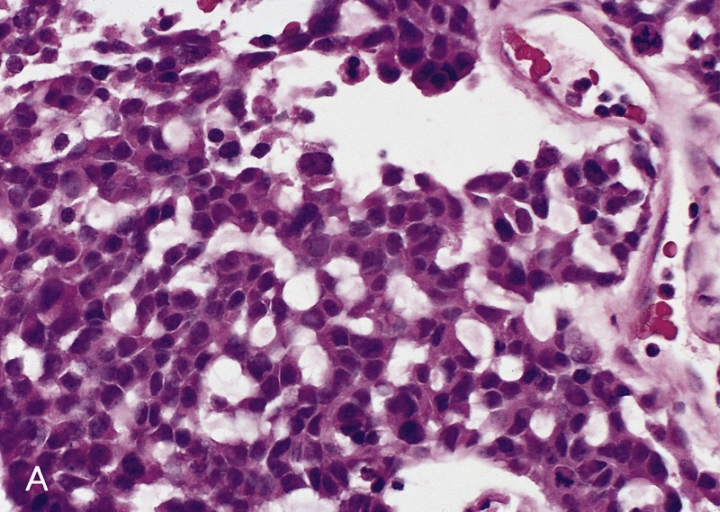
Obraz histologiczny preparatu z biopsji aspiracyjnej cienkoigłowej raka nadnercza. Widoczne komórki o zbitej, eozynofilnej cytoplazmie i łagodnym polimorfizmie

Rak nadnercza (ang. adrenocortical carcinoma, adrenal cortical carcinoma, adrenal cortex cancer) – rzadki nowotwór złośliwy, wywodzący się z kory nadnerczy. 

## Epidemiologia
Zapadalność na raka nadnercza wynosi 1–2 przypadki na milion w ciągu roku i jest większa u kobiet. Występują dwa szczyty zachorowań: poniżej 6 roku życia i w 30–40 roku życia.

## Etiologia
Nieznane są główne czynniki etiologiczne raka nadnerczy. Statystycznie częściej występuje u nałogowych palaczy. Pacjenci z konstytucjonalnymi mutacjami w genie TP53 i zespołem Li-Fraumeni mają podwyższone ryzyko zachorowania na ten typ nowotworu.

## Objawy i przebieg
Objawy zależą od czynności hormonalnej guza. Raki czynne hormonalne dają zazwyczaj objawy zespołu Cushinga i jednocześnie objawy androgenizacji. Występują też objawy ogólne choroby nowotworowej (wyniszczenie, gorączka) i przerzuty.

## Nieprawidłowości w badaniach dodatkowych
W obrazie tomografii komputerowej guz zwykle ma średnicę większą niż 4 cm, nieregularny kształt, jest nieostro odgraniczony. Struktura guza jest niehomogenna – widoczne ogniska martwicy. Gęstość wynosi ponad 10 j.H. w I fazie i ponad 40 j.H. w 30. minucie II fazy.

## Klasyfikacja
Klasyfikacja kliniczna raka kory nadnerczy według WHO wyróżnia cztery stopnie zaawansowania choroby:
- I – guz ograniczony do nadnerczy, poniżej 5 cm średnicy
- II – guz ograniczony do nadnerczy, powyżej 5 cm średnicy
- III – guz miejscowo inwazyjny lub przerzuty w węzłach chłonnych
- IV – naciekanie sąsiednich narządów lub przerzuty odległe

## Leczenie
Metodą leczenia z wyboru jest chirurgiczne usunięcie guza z uzupełniającą farmakoterapią (mitotan, aminoglutetymid).

## Rokowanie
Rokowanie jest ogólnie złe. 5-letnie przeżycie wynosi 20–35%.